# Miribel-Lanchâtre
Miribel-Lanchâtre is een gemeente in het Franse departement Isère (regio Auvergne-Rhône-Alpes) en telt 332 inwoners (2004). De plaats maakt deel uit van het arrondissement Grenoble.

## Geografie
De oppervlakte van Miribel-Lanchâtre bedraagt 9,9 km², de bevolkingsdichtheid is 33,5 inwoners per km².
De onderstaande kaart toont de ligging van Miribel-Lanchâtre met de belangrijkste infrastructuur en aangrenzende gemeenten.

## Demografie
Onderstaande figuur toont het verloop van het inwonertal (bron: INSEE-tellingen).